# كلية ستيرن للأعمال بجامعة نيويورك
كلية ليونارد إن ستيرن للأعمال بجامعة نيويورك (يشار إليها عادةً باسم جامعة نيويورك ستيرن ، أو كلية ستيرن للأعمال ، أو ببساطة ستيرن ) هي كلية إدارة الأعمال بجامعة نيويورك ، وهي جامعة بحثية خاصة مقرها في مدينة نيويورك . تأسست عام 1900 ، وهي تعتبر واحدة من أقدم كليات إدارة الأعمال في العالم. تقع في جولد بلازا بجوار معهد كورانت للعلوم الرياضية وقسم الاقتصاد بكلية الآداب والعلوم .
ستيرن هو أحد الأعضاء المؤسسين لجمعية تطوير كليات إدارة الأعمال . تم إنشاء الكلية أولاً باسم مدرسة التجارة والحسابات والمالية ، ثم غيرت اسمها في عام 1988 تكريما لليونارد ن. ستيرن ، أحد خريجي المدرسة والمستفيد منها. تقدم المدرسة بكالوريوس العلوم في الأعمال على المستوى الجامعي ودرجات الماجستير في إدارة الأعمال على مستوى الدراسات العليا . في عام 2018 ، احتلت ستيرن المرتبة الأولى بين المدارس الأمريكية للمهن المالية في وول ستريت ، حيث كانت تمثل 3.9٪ من التعيينات بين البنوك الاستثمارية الكبرى. تم تصنيف ستيرن في المرتبة الأولى في العالم من حيث التمويل بناءً على عدد الأوراق البحثية حسب تصنيفات التصنيف الأكاديمي للجامعات العالمية (ARWU) لعام 2019.

## مقرالكلية

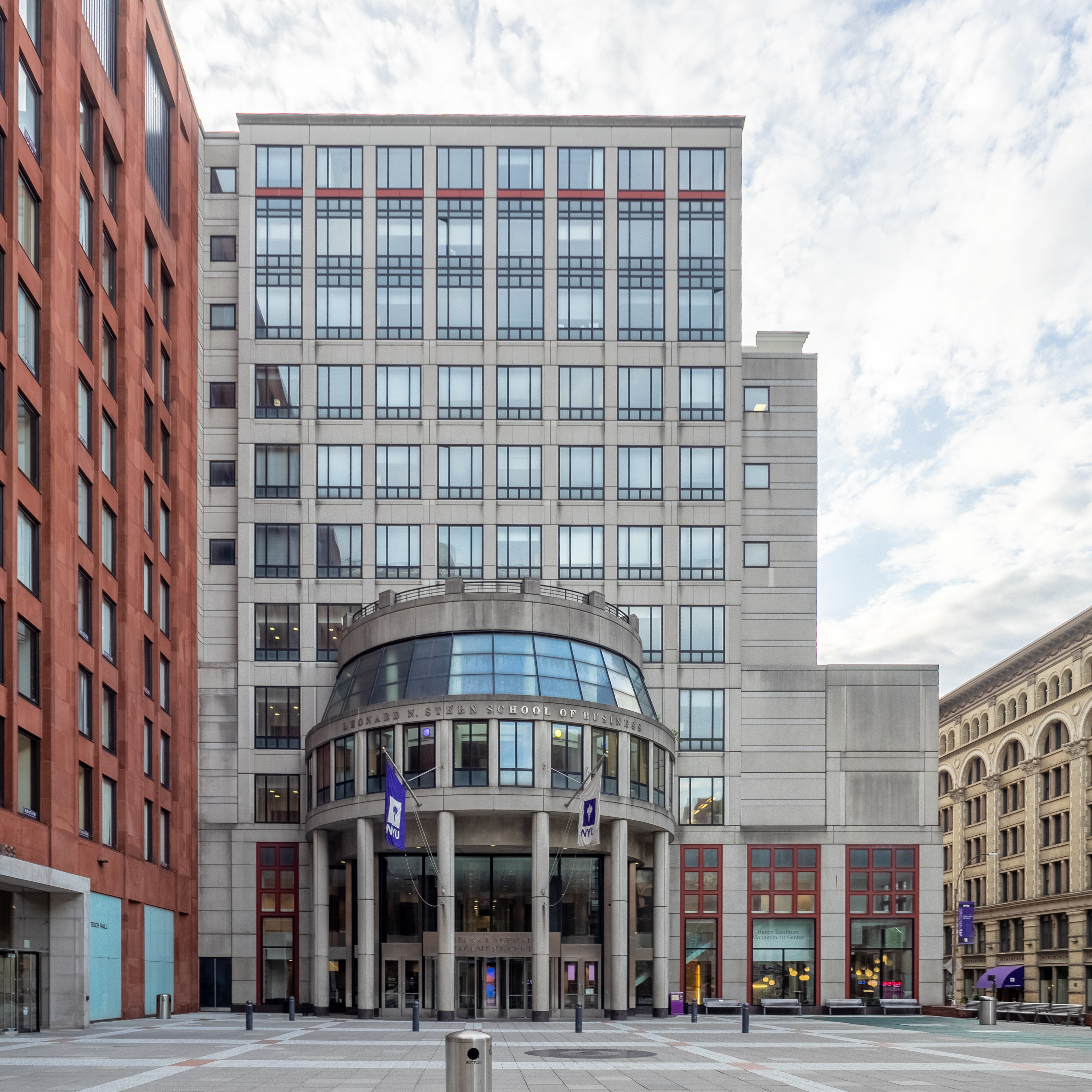
مركز كوفمان للإدارة ، مبنى خريجي جامعة نيويورك ستيرن

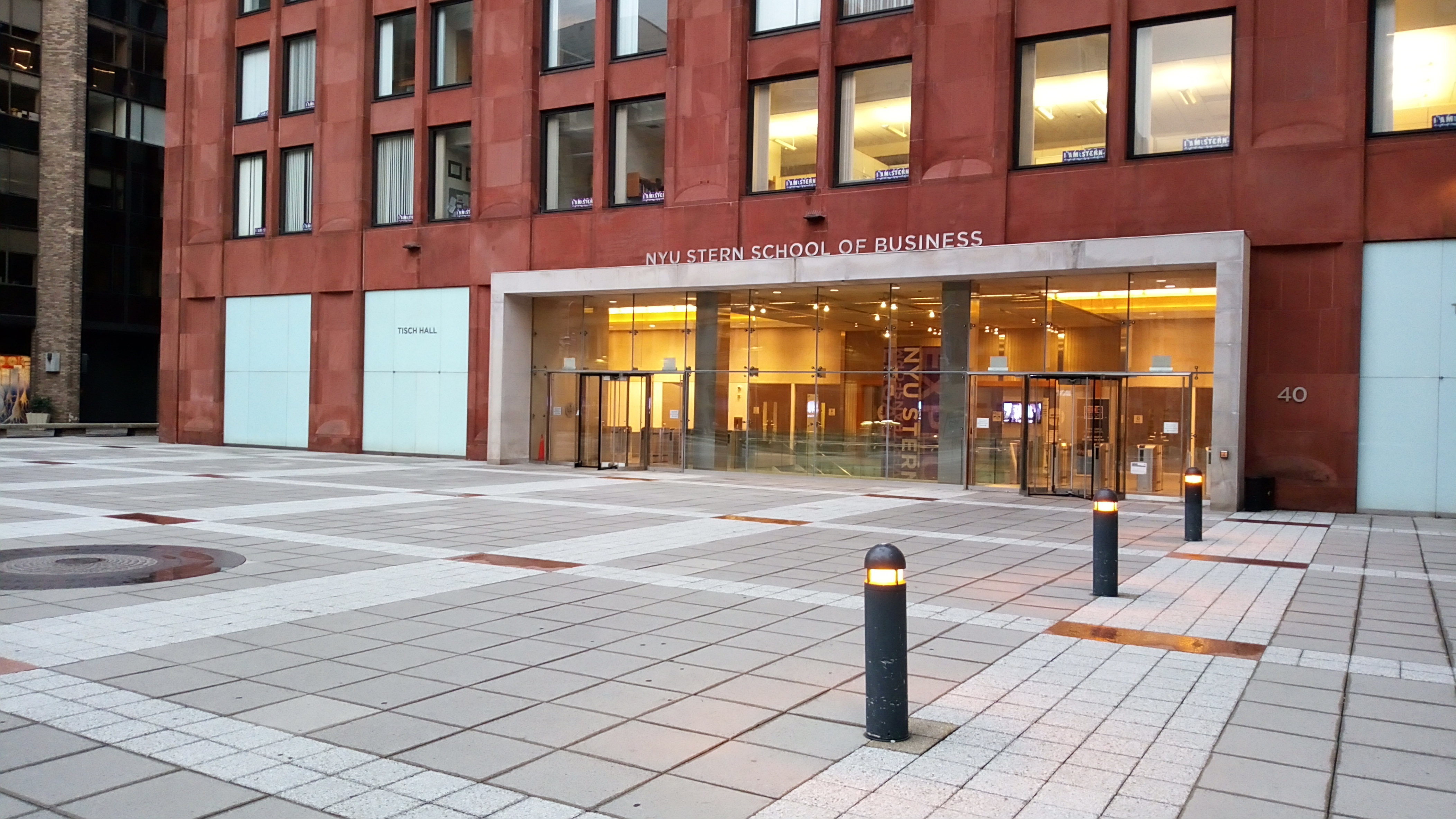
مدخل Tisch Hall ، المبنى الجامعي لجامعة نيويورك ستيرن

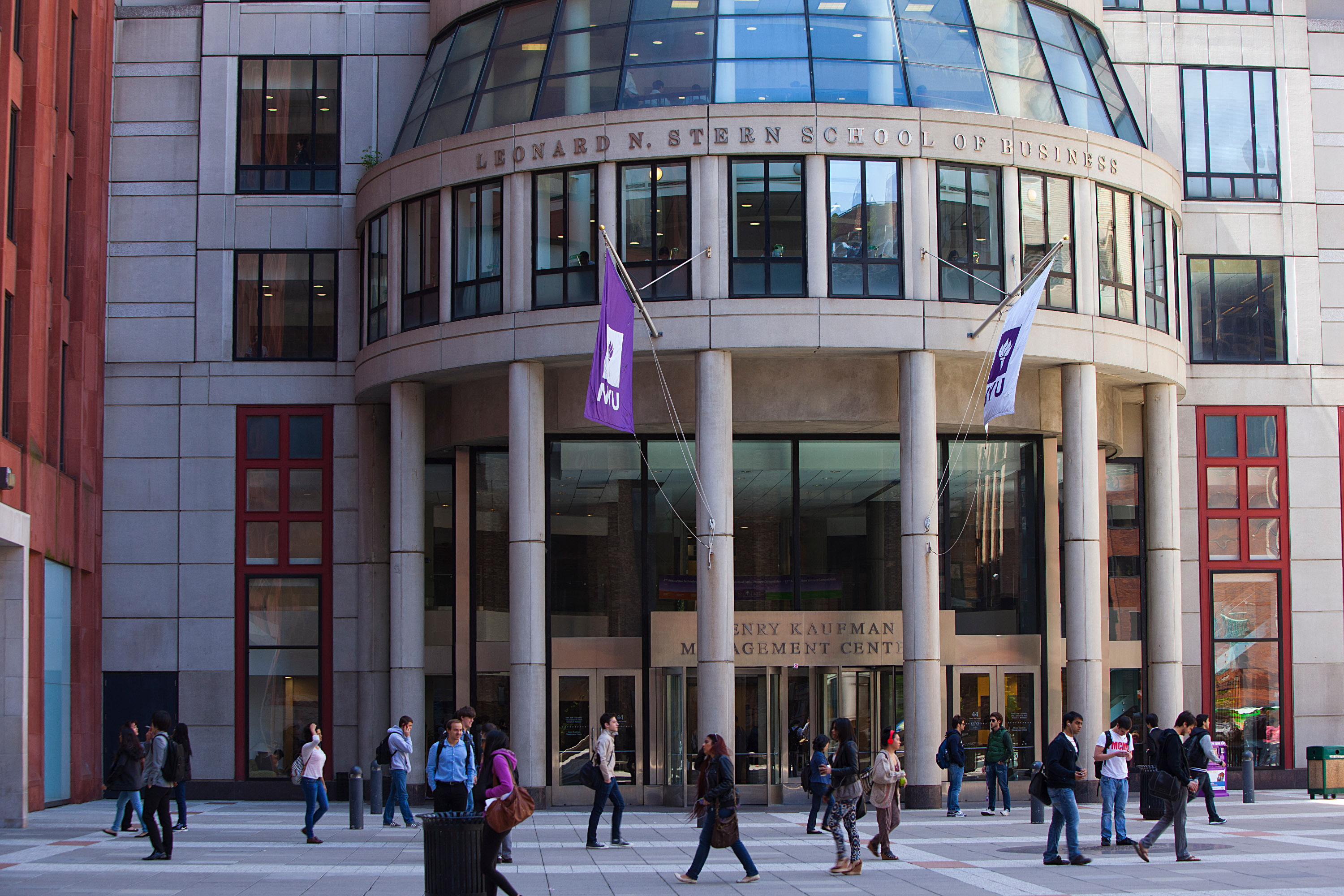
طلاب يسيرون في ساحة جولد بلازا بين الفصول الدراسية

## الترتيب
اعتبارًا من مارس 2019، تم تقييم برنامج البكالوريوس في الكلية كالتالي:
- # 4 كلية إدارة الأعمال من قبل Poets & Quants [6]
- # 5 كلية إدارة الأعمال من قبل US News and World Report [7]
- # 9 كلية إدارة الأعمال الجامعية من بلومبرج [8]
- # 1 في المالية حسب الترتيب الأكاديمي للجامعات العالمية. [9]
- # 2 في المالية من قبل US News and World Report [10]
- # 3 في التسويق من قبل US News and World Report [11]
- # 3 في إدارة الأعمال الدولية من قبل US News and World Report [12]
- # 6 في التحليل الكمي بواسطة US News and World Report
- # 8 في الإدارة من قبل US News and World Report
- # 12 في نظم المعلومات الإدارية من قبل US News and World Report
- المرتبة 12 في ريادة الأعمال من قبل US News and World Report

اعتبارًا من ديسمبر 2020، تم تقييم برنامج ماجستير إدارة الأعمال في الكلية كالتالي:
- # 10 في الولايات المتحدة بواسطة US News and World Report [13]
- # 3 التمويل البرنامج من قبل US News and World Report [14]
- رقم 13 في الولايات المتحدة والمرتبة 22 عالميًا بواسطة Financial Times [15]
- رقم 17 عالميًا بواسطة The Economist [16]

اعتبارًا من أغسطس 2017 ، تم تصنيف برنامج ماجستير إدارة الأعمال التنفيذية في ستيرن:
- # 4 في الولايات المتحدة بواسطة US News and World Report [17]

تم تصنيف ماجستير إدارة الأعمال من Stern's Langone للمهنيين العاملين في المرتبة الثالثة من قبل US News and World Report.

## الخريجين وأعضاء هيئة التدريس
من بين خريجي ستيرن الرئيس السابق لمجلس الاحتياطي الفيدرالي للولايات المتحدة آلان جرينسبان وهو الرئيس التنفيذي السابق والرئيس الحالي لناسداك ، وروبرت جريفيلد «الملياردير الأول» لأيسلندا ؛ و ثور بيورجولفسون المدير التنفيذي السابق ورئيس مجلس إدارة MetLife ، و جون ج. كريدون الرئيس التنفيذي السابق لشركة فياكوم ، و توماس إي دولي وهو المدير المالي لشركة فايزر العالمية لتصنيع الأدوية، و آلان ليفين وهو رئيس دي سي كوميكس، و بول ليفيتز ، والممول المؤسس لـ The Home Depot ، كينيث لانجون . الرؤساء التنفيذيون الحاليون والسابقون لشركات فورتشين 500 بما في ذلك أمريكان إكسبريس وBerggruen Institute وGriffon Corporation وWynn Resorts وبورصة نيويورك وليمان براذرز و Lord Abbett و Barnes & Noble و WR Berkley Corporation و ماكنزي وبنك تيس وCBS هم أيضًا من خريجي هذه الكلية.